# 1485
1485 (MCDLXXXV) fue un año común comenzado en sábado del calendario juliano.

## Acontecimientos
- En Inglaterra es coronado Enrique VII, primer rey de la dinastía Tudor.
- Termina la guerra de las Dos Rosas.
- 11 de junio, Fernando II de Aragón, reconquista Marbella.
- Cristóbal Colón en España.
- Rodrigo Ponce de León conquista en 1485 "Las Siete Villas"; Archite, Benaocaz, Ubrique, Grazalema y Villaluenga del Rosario y los castillos de Aznalmara (Tavizna) y Cardela (o Fátima).
- Toma de la ciudad nazarí de Ronda (Málaga) por los castellanos, durante la última fase de la Reconquista.
- Se cree que en este año se libró la Batalla del Maule cerca del río Maule durante la Tercera expansión del Imperio incaico.[1]

## Nacimientos
- 16 de diciembre - Catalina de Aragón, infanta española, reina de Inglaterra (1509-1533).
- Juan Maldonado (humanista)
- Hernán Cortés, conquistador español del imperio azteca.
- Pedro de Alvarado, conquistador español.

## Fallecimientos
- 17 de septiembre - Pedro Arbués, primer inquisidor en la Corona de Aragón, asesinado.
- Muley Hacén, rey de Granada